# Microglyphis japonica
Microglyphis japonica is een slakkensoort uit de familie van de Ringiculidae. De wetenschappelijke naam van de soort is voor het eerst geldig gepubliceerd in 1952 door Habe.